# Warin
 Warin város a Németország Mecklenburg-Elő-Pomeránia tartományában. 
Wismartól 23 km-re délkeletre terül el.

## Városrészek
Következik  városrészek léteznek: Allwardtshof, Groß Labenz, Klein Labenz, Mankmoos, Pennewitt és Wilhelmshof.

## Története

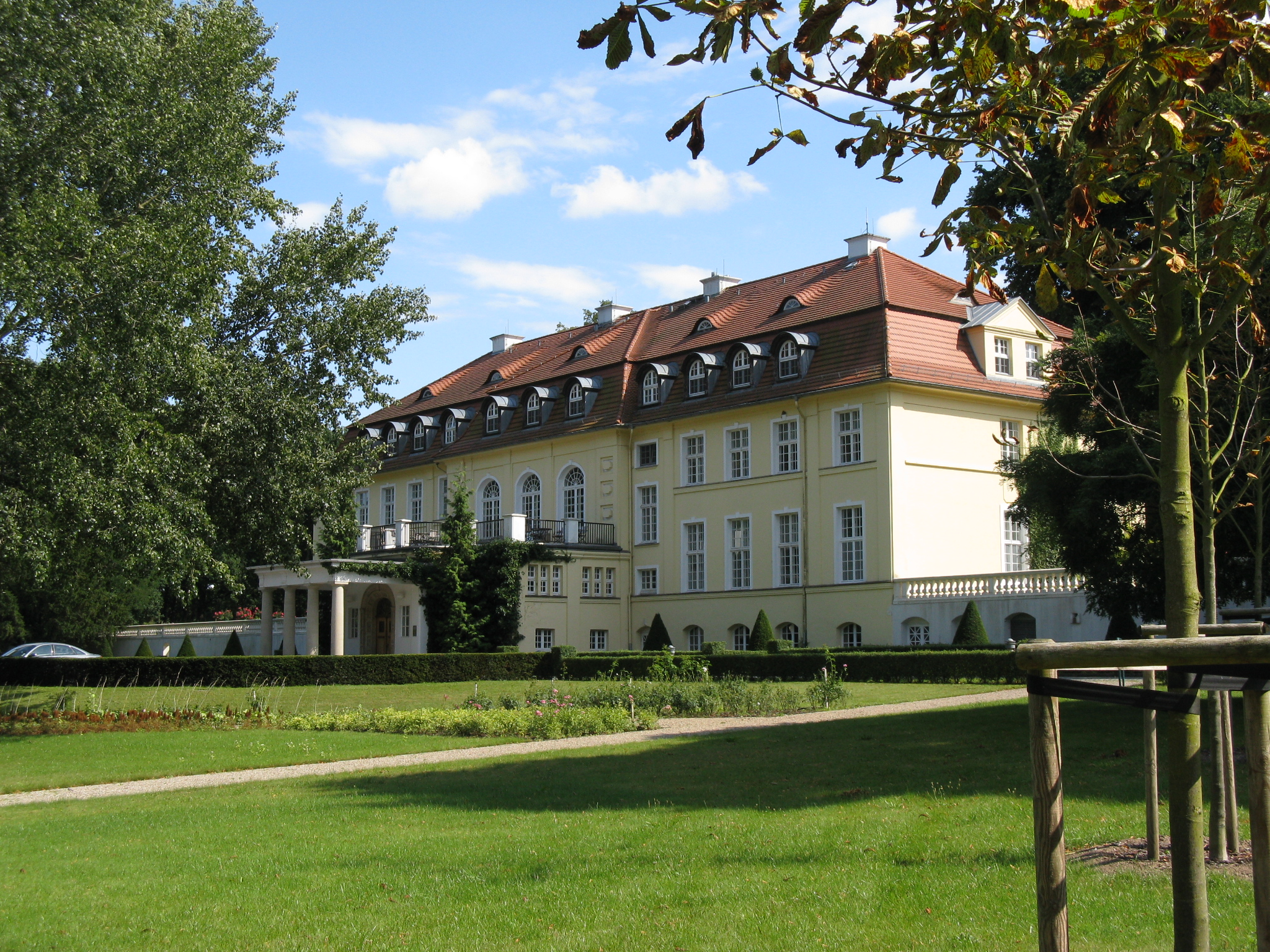
A Hasenwinkel kastely

Warin  a Schwerin püspökséghez tartozott. Itt 1229-ben nyári rezidenciát kezdett építtetni a püspök. 1306 már létezett a városi tanács. A Harmincéves háborúban a dánok és utána a svédek megszálltak a várost. A vesztfáliai békevel Mecklenburg megkapta a várost és a hozzátartozó Bibow-t. Egy tűz 1773-ban a város nagy részeit a pusztult el. 1803 után innen kormányozott innen részben Wismart. 1838-ban a várat lebontattak. Warin 1851-ben a mecklenburgi országgyűlés (Landtag) rendes tagja lett. 1869. augusztus 17-től létezik a tűzoltóság.
1887 és 1998 között átment a Wismar–Karow-vasútvonal a városon keresztül. 1945 május 3–án a  Vörös Hadsereg elérte Warint. Nehány nap múlva a bibow-i Hasenwinkel kastályban a Potsdami konferencia előzetes tárgyalási megkezdődtek.

## Turistalátványosságok
- az újgótikus templom

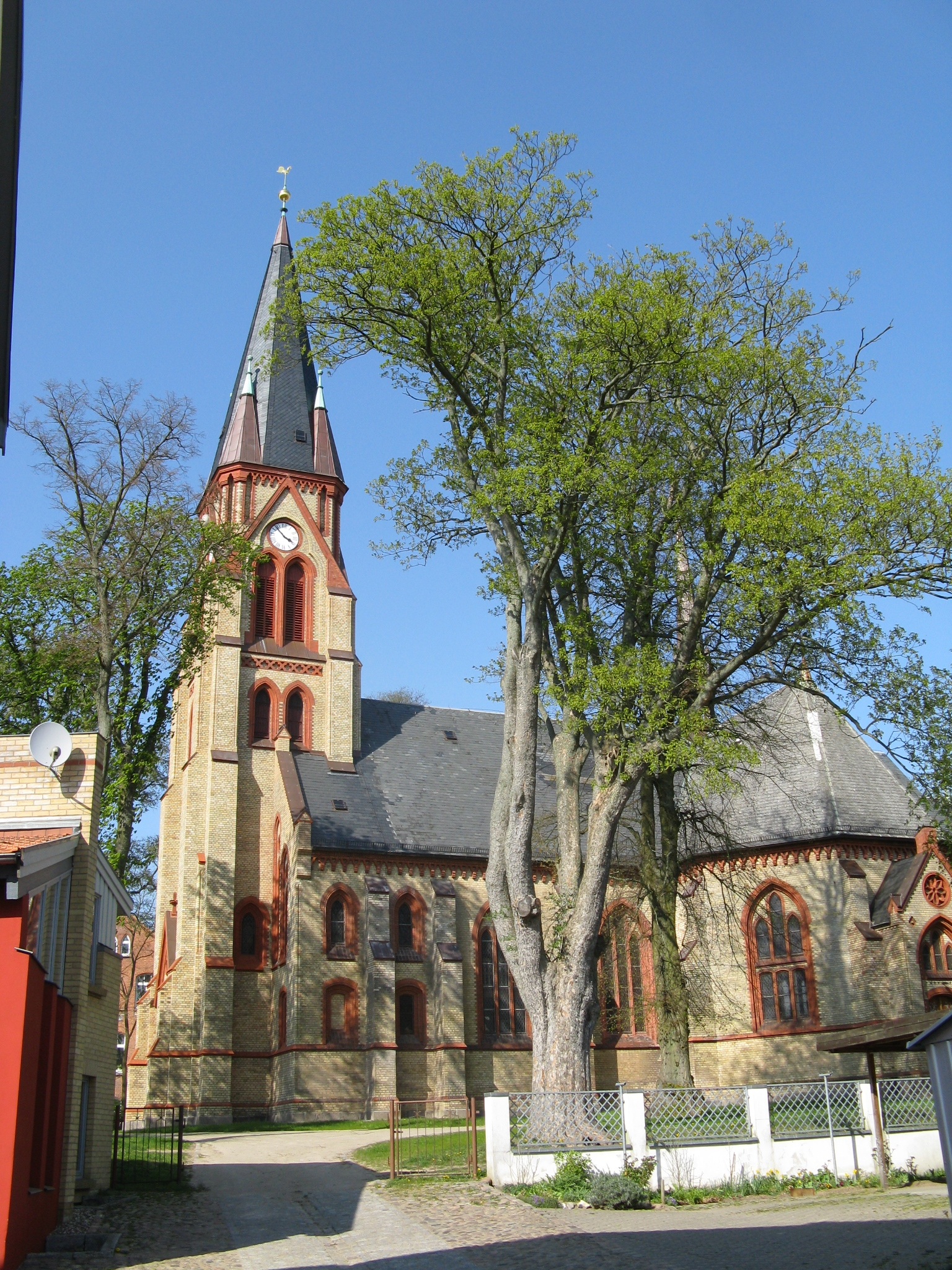
A warini templom

- a megalitikus sírok Pennewittnél és Mankmoosban
- ezeréves tölgyfa

## Fordítás
- Ez a szócikk részben vagy egészben  a   Warin című német Wikipédia-szócikk fordításán alapul.  Az eredeti cikk szerkesztőit annak laptörténete sorolja fel. Ez a jelzés csupán a megfogalmazás eredetét és a szerzői jogokat jelzi, nem szolgál a cikkben szereplő információk forrásmegjelöléseként.